# Серафим Неврокопски
Серафим е висш български православен духовник, неврокопски митрополит на Българската патриаршия от 19 януари 2014 година.

## Биография
Роден е на 4 юли 1974 година в село Зорница, Бургаско, със светското име Динко Желязков Динков. Завършва Математическата гимназия в град Ямбол през 1992 година, след което ландшафтна архитектура в Лесотехническия университет в София в 1997 година. Същата година става послушник в Хаджидимовския манастир „Свети Георги“, в който на 18 ноември 2000 година е замонашен от митрополит Натанаил Неврокопски. На 19 ноември 2000 година митрополит Натанаил го ръкополога за йеродякон, а на следния ден и за йеромонах. На 1 юли 2006 година получава офикията архимандрит заедно с Даниил. От септември 2008 година е игумен на Роженския манастир. В 2011 година завършва и Богословския факултет на Софийския университет.
На 18 декември 2011 година е ръкоположен за мелнишки епископ в патриаршеския катедрален храм „Свети Александър Невски“ и е определен за викарий на митрополит Натанаил Неврокопски, като замества на този пост предишния викарий Даниил Драговитийски, който по решение на Светия синод заминава през септември 2011 година да служи като викарий на митрополит Йосиф Нюйоркски. Ръкополагането е извършено от митрополит Натанаил Неврокопски в съслужение с митрополитите Йоаникий Сливенски, Дометиан Видински, Кирил Варненски и Великопреславски, Йосиф Американски, Канадски и Австралийски, Григорий Великотърновски, Игнатий Плевенски, Гавриил Ловчански, Николай Пловдивски, Амвросий Доростолски и епископите Наум Стобийски, Тихон Тивериополски, Евлогий Адрианополски, Теодосий Деволски, Йоан Знеполски, Борис Агатоникийски и Григорий Браницки.
На 12 януари 2014 година получава 30 от 30 гласа на избирателния събор в град Гоце Делчев, срещу опонента си епископ Григорий Браницки с 28 от 30 гласа. На 19 януари 2014 година е избран и канонически утвърден за неврокопски митрополит с 6 гласа от членовете на Светия синод срещу Григорий Браницки с 6 гласа. Поради равния брой гласове според Устава на БПЦ за избран се счита този, за когото е гласувал Патриархът. Въдворен е в епархията си на 24 януари 2014 година.